# Кастронуово ди Сант'Андреа
Кастронуо̀во ди Сант'Андрѐа (на италиански: Castronuovo di Sant'Andrea) е село и община в Южна Италия, провинция Потенца, регион Базиликата. Разположено е на 650 m надморска височина. Населението на общината е 1105 души (към 2013 г.).